# Toquí de Kiener
El toquí de Kiener (Melozone kieneri) és una espècie d'ocell de la família dels passerèl·lids (Passerellidae).

## Descripció
Mesura aproximadament 14 cm de longitud. No hi ha dimorfisme sexual. Destaca una mena d'ulleres blanques i el pitet blanc extens amb una taca central fosca. Té com a característica distintiva una espècie de gorra vermellosa que li cobreix la part posterior de la corona i del clatell, així com els costats del coll (sovint aixecada quan està emocionat). Prefereix habitar en àrees abundants en arbustos. Sol buscar l'aliment en el sòl i entre la fullaraca. És endèmic de l'oest de Mèxic. Afavoreix el sotabosc de boscos tropicals, les plantacions ombrívoles de cafè i les bardisses de brolla a les terres de cultiu. Majoritàriament es manté ben amagat a terra o a prop, però pot alimentar-se a l'aire lliure al costat de carreteres i senders tranquils, especialment a primera hora del matí; generalment en parelles.

## Distribució i hàbitat
És endèmica de l'oest i sud-oest de Mèxic. L'espècie es troba tant a la serralada de la Sierra Madre Occidental com al cinturó muntanyós de la Cordillera Neovolcanica.
Els hàbitats naturals del toquí de Kiener són boscos secs subtropicals o tropicals, matolls d'altitud subtropicals o tropicals i antics boscos molt degradats.

## Taxonomia
Es reconeixen tres subespècies:
- M. k. grisior (Van Rossem, 1933), localitzat al nord-oest de Mèxic (Sonora i Sinaloa).[6]
- M. k. kieneri (Bonaparte, 1850) oest de Mèxic (Sinaloa, Durango, Nayarit, Jalisco, Colima)[6]
- M. k. rubricata (Cabanis, 1851) centre i sud-oest de Mèxic (Michoacán, Puebla, Morelos, Guerrero, Oaxaca).[6]